# Đánh bom Istanbul tháng 1 năm 2016
Ngày 12 tháng 1 năm 2016 lúc 10:20 giờ địa phương, đã có một cuộc tấn công tự sát ở khu quảng trường Sultanahmet lịch sử của Istanbul (Thổ Nhĩ Kỳ) gần Nhà thờ Hồi giáo Xanh, một khu vực nổi tiếng đối với khách du lịch. Vụ nổ đã giết chết ít nhất 10 người và làm 15 người khác bị thương. Kẻ tấn công là Nabil Fadli, một người Syria sinh ở Ả Rập Xê Út và là thành viên của Nhà nước Hồi giáo Iraq và Levant (ISIL) Ả-rập.

## Bối cảnh
Các cuộc tấn công lớn gần đây nhất ở quảng trường Sultanahmet xảy ra vào ngày 06 tháng 1 năm 2015, khi một vụ đánh bom tự sát kích nổ mình tại một trạm cảnh sát. DHKP-C bước đầu đã nhận trách nhiệm về vụ tấn công nhưng sau đó rút lại tuyên bố này.
Trong năm 2015, Thổ Nhĩ Kỳ bị hai ném bom tấn công lớn. Trong tháng bảy, 33 người đã thiệt mạng trong một cuộc tấn công tự sát của Nhà nước Hồi giáo ở thị trấn Suruç, gần biên giới Thổ Nhĩ Kỳ với Syria. Trong tháng 8, hai kẻ đánh bom tự sát kích nổ chất nổ đã giết chết hơn 100 người ở bên ngoài nhà ga xe lửa chính của Ankara khi mọi người tụ tập cho một cuộc biểu tình hòa bình. Đó là cuộc tấn công đẫm máu nhất của Thổ Nhĩ Kỳ. Văn phòng công tố cho biết nó đã được thực hiện bởi một tế bào Nhà nước Hồi giáo địa phương.
Trong tháng 12 năm 2015, cảnh sát Thổ Nhĩ Kỳ bắt giữ hai binh sĩ ISIL được cho là lên kế hoạch tấn công tự sát trong lễ kỷ niệm năm mới ở trung tâm Ankara, sau đó, Chính phủ Thổ Nhĩ Kỳ hủy bỏ không lên kế hoạch lễ kỷ niệm năm mới ở Ankara. Đã có các vụ bắt giữ những kẻ có liên hệ với ISIL ngày 11 tháng 1 với ba người đàn ông bị bắt trên đường đến Diyarbakir.

## Phản ứng
- European Union Liên minh châu Âu (EU) lên án vụ nổ mà Chủ tịch Hội đồng châu Âu Donald Tusk gọi là "vụ khủng bố tàn bạo". EU khẳng định sẽ sát cánh cùng Thổ Nhĩ Kỳ chống khủng bố.[10]